# Устрялов Микола Герасимович
Устрялов Микола Герасимович (рос. Николай Герасимович Устрялов, 4 [16] травня 1805, с. Богородицьке, Орловська губернія — 8 [20] червня 1870, Царське Село) — російський історик, археограф, педагог, професор російської історії Санкт-Петербурзького університету. Ад'юнкт (1837), ординарний академік (1844) Петербурзької академії наук. Декан історико-філологічного факультету Петербурзького університету (1839—1855). Автор гімназійних підручників історії.

## Біографія
Навчався в Орловській чоловічій гімназії (1816—1820), після закінчення якої в 1821 році вступив на фізико-математичний факультет Санкт-Петербурзького університету, але незабаром перевівся на історико-філологічний факультет, який і закінчив у травні 1824 року дійсним студентом;
9 червня 1824 року вступив на службу до канцелярії міністра фінансів.
У 1828 році брав участь у конкурсі на місце вчителя історії в Третій Санкт-Петербурзькій гімназії; здібного юнака помітив товариш міністра народної освіти Д. М. Блудов і запропонував йому розбирати папери, що зберігалися в кабінеті Олександра I. Робота в кабінеті дозволила йому ознайомитися з документами, які потім будуть використовуватися ним при написанні «Російської історії».
З цього часу почалася плідна науково-публіцистична діяльність вченого.